# Eduardo Serrano (Komponist)
Eduardo Valentín Serrano Torres (* 14. Februar 1911 in Caracas; † 13. Oktober 2008 ebenda) war ein venezolanischer Musiker, Dirigent und Komponist.
Serrano besuchte ab 1918 die Academia de Música y Declamación in Caracas, wo er von José Bustamante (Musiktheorie), Vicente Emilio Sojo (Solfège), Gabriel Montero (Violine) und Pedro Biana (Harmonielehre) unterrichtet wurde. 1926 trat er erstmals als Musiker in der La Bomboniere auf. 1928 gründete er das Orquesta Flava, mit dem er in den Salons des Lión Doré spielte.
Er wurde dann Mitglied des Rundfunkorchesters von Caracas unter Leitung von Carlos Bonett, gründete mit Juanito Renau und Luis Alfonzo Larrain das Trio Los Hijos de la Noche und mit Marco Tulio Maristani, Manuel Enrique Pérez Díaz und Antonio Lauro Los Cantores del Trópico. Er wurde Orchesterleiter der Estudios Universo (später Ondas Populares), übernahm die musikalische Leitung in Rafael Riveros Film Juan Sin Miedo und wurde musikalischer Direktor der Filmproduktionsfirma Bolívar Films. Für Carlos Hugo Christensens Film La Balandra Isabel Llegó Esta Tarde komponierte er die Filmmusik. Von 1949 bis 1954 lebte er in Madrid und Barcelona und vervollkommnete dort seine musikalische Ausbildung.
Serrano gilt als einer der bedeutendsten Komponisten von Unterhaltungsmusik in Venezuela. Bekannt wurde er mit Titeln wie El Rosal Marchito, El Pueblito, Como el Otoño, El Salto Atrás, La Vaca, Barlovento, San Juan to' lo Tiene, Negra la Quiero, Ni na'ni na’, Negra de Cuna, Voces de Amanecer, Tambora, Azul, Amarillo y Rojo, La Voz del Mar, Tardes de Naiguatá, Deseo und Las garzas. Daneben komponierte er auch religiöse Lieder, Hymnen und Klavierstücke.